# 2172 Plavsk
2172 Plavsk este un asteroid din centura principală, descoperit pe 31 august 1973 de Tamara Smirnova.